# Wiaczesław Dołgow
Wiaczesław Iwanowicz Dołgow (ros. Вячесла́в Ива́нович Долго́в, ur. 31 lipca 1937) – radziecki i rosyjski dyplomata.

## Życiorys
1961 ukończył Moskiewski Państwowy Instytut Stosunków Międzynarodowych, później pracował w Ministerstwie Spraw Zagranicznych ZSRR m.in. jako dyrektor departamentu, 1982-1984 był radcą Ambasady ZSRR w W. Brytanii. Od 22 sierpnia 1990 do 11 listopada 1993 ambasador nadzwyczajny i pełnomocny ZSRR/Rosji w Australii, jednocześnie od 1990 do 30 lipca 1993 ambasador ZSRR/Rosji na Vanuatu i od 1990 do 11 listopada 1993 na Fidżi. 1994-1997 ambasador Rosji w Kazachstanie, 1997-1999 dyrektor Departamentu I Wspólnoty Niepodległych Państw i członek Kolegium MSZ Rosji, 1999-2002 ambasador nadzwyczajny i pełnomocny Rosji na Białorusi.

## Odznaczenia
- Order „Za zasługi dla Ojczyzny” II klasy
- Order Honoru (2010)
- Order „Znak Honoru”